# Achalgadh
Achalgadh – gaun wikas samiti w środkowej części Nepalu  w strefie Dźanakpur w dystrykcie Sarlahi. Według nepalskiego spisu powszechnego z 2001 roku liczył on 586 gospodarstw domowych i 3196 mieszkańców (1519 kobiet i 1677 mężczyzn).